# Amnio Anicio Giuliano
Amnio Anicio Giuliano (latino: Amnius Anicius Iulianus; fl. 322–329) è stato un politico romano di età imperiale.
Anicio Giuliano era membro della gens Anicia, discendente da un ramo originario della Byzacena che aveva raggiunto il patriziato alla metà del III secolo. Suo figlio fu Amnio Manio Cesonio Nicomaco Anicio Paolino, console del 334.
Giuliano fu console del 322 e praefectus urbi dal 13 novembre 326 all'8 settembre 329. Lucio Aurelio Avianio Simmaco lo definì il più ricco e influente personaggio della sua epoca, e gli dedicò un epigramma.